# Joachim Czernek
Joachim Czernek (ur. 19 października 1948 w Walcach) – polski polityk mniejszości niemieckiej, samorządowiec, poseł na Sejm II kadencji.

## Życiorys
Ukończył w 1973 studia na Wydziale Mechanicznym Energetycznym Politechniki Śląskiej. W latach 90. pełnił funkcję wójta gminy Walce. Od 1993 do 1997 sprawował mandat posła na Sejm II kadencji z ramienia Mniejszości Niemieckiej w okręgu opolskim. W latach 1998–2002 zajmował stanowisko starosty krapkowickiego, do 2006 był także radnym powiatu.
Należał do liderów Towarzystwa Społeczno-Kulturalnemu Niemców na Śląsku Opolskim, które opuścił po konflikcie z Henrykiem Krollem. Kierował też Niemieckim Towarzystwem Oświatowym.
Odznaczony Złotym Krzyżem Zasługi (2000).